# ویروس ماکرو
ویروس ماکرو ویروس‌هایی هستند که از طریق ماکروها کنترل کامپیوتر در اختیار ویروس قرار می‌گیرد.

## ماکروها
برخی از برنامه‌ها، به فایل‌های داده‌ای، مانند فایل‌های word، اجازه می‌دهند که در داخل خودشان «ماکرو» داشته باشند. ماکروها، تکه کدهای کوچک هستند که یا یک زبان برنامه‌نویسی نوشته می‌شوند ، یک زبانی که توانایی و امکانات کافی برای نوشتن یک ویروس را داراست. بنابراین، ویروس‌های ماکرو، بهتر است آلوده‌کننده‌های فایل‌های داده‌ای نامیده شوند، اما به دلیل اینکه فرمت ماکروی آن‌ها، خیلی مورد توجه و برجسته‌است، نام ماکرو به آن‌ها منتسب شده‌است.
وقتی فایل حاوی ماکرو، توسط برنامه کاربردی بارگیری می‌شود، ماکروها می‌توانند به‌طور اتوماتیک اجرا شوند که با این کار، کنترل به ویروس ماکرو واگذار می‌شود. برخی از برنامه‌ها در مورد وجود ماکروها در فایل به کاربر هشدار می‌دهند، اما این هشدارها ممکن است به سادگی نادیده گرفته شوند. درستی نظریهٔ ویروس‌های ماکرو، در پاسخ به شایعاتی که در خصوص وجود آن‌ها قوت گرفته بود، در سـال ۱۹۸۹ منتشر شد. تا قبل از سـال ۱۹۹۵، زمـانی که ویروس Concept که فـایـل‌های Microsoft Word را بر روی پلتفرم‌های مختلف را هدف می‌گرفت، منتشر شد، ویروس‌های ماکرو به‌طور چشمگیر نمایان نشده بودند